# Arya Rajendran
Arya Rajendran (malayalam: ആര്യ രാജേന്ദ്രൻ; 12 gennaio 1999) è una politica indiana del Partito Comunista d'India (Marxista).

## Biografia
È dal 2020 sindaco di Thiruvananthapuram, e alla data dell'elezione è divenuta, all'età di 21 anni, il più giovane sindaco del Kerala.